# Sutteflaske
En sutteflaske er en flaske med en sut til at drikke direkte af. Sutteflasken anvendes typisk af babyer og unge børn - eller hvis nogen ikke kan eller med besvær drikke fra en kop, for at made sig selv eller bliver madet. Sutteflasken kan også anvendes til at made andre pattedyr end mennesker.

## Historisk
Der er indikationer på at nogle europæere har anvendt sutteflasker i stenalderen fra ca. 5000 f.Kr., da der er fundet små beholdere med små tude. Fra et område i Tyskland; Bayern er der fundet små beholdere med små tude der er dateret til at være fra 1200 f.Kr.-450 f.Kr. - og i disse har man analyseret fedtet til at være fra køer, geder og får.